# Festuca acuminata
Festuca acuminata är en gräsart som beskrevs av Charles Gaudichaud-Beaupré. Festuca acuminata ingår i släktet svinglar, och familjen gräs. Inga underarter finns listade i Catalogue of Life.